# François Baucheton
François Baucheton, né le 2 mars 1749 à Massay et mort le 9 juin 1838 dans la même ville, est un homme politique et un magistrat français.

## Biographie

### Origines
Il est le fils de Claude Baucheton (1724-1794), garde-marteau en la maîtrise des eaux et forêts d'Issoudun et bourgeois à Massay, et d'Anne Lejeune, veuve d'un fermier de l'abbaye de Massay. Il a une sœur cadette, Louise-Adélaïde. Son père est un notable respecté et influent, car il est représentant du tiers état à l'assemblée provinciale de Berry entre 1778 et 1784.

### Début de carrière
François effectue des études de droit à Paris. Reçu avocat en Parlement en 1778, il s'inscrit au barreau d'Issoudun l'année suivante. La même année, il devient échevin de la cité, puis cumule dans les années 1780 les offices de bailli de Diou, La Ferté, Lazenay, Saint-Romain et Reuilly. Il est enfin lieutenant de la duché-pairie de Charost. Ces offices associées aux charges de son père assurent la notabilité de la famille Baucheton dans la région.

### La période révolutionnaire

#### Député à l'Assemblée nationale constituante
Soutenu par son père, François Baucheton est délégué à l'assemblée bailliagère du Tiers en Berry. Il rédige les cahiers de doléances du bailliage d'Issoudun. Le 26 mars 1789, il est élu député du tiers état aux États généraux par ses collègues.
D'un caractère timide et réservé, Baucheton ne se fait guère remarquer au cours de son mandat. Sa seule action est en effet de participer au Serment du jeu de paume. Il n'intervient qu'une seule fois à la tribune de l'Assemblée constituante pour demander que le siège de l'évêché de l'Indre soit transféré à Issoudun. L'assemblée rejette sa proposition. De même tente-t-il de faire ériger Issoudun en préfecture du département de l'Indre, mais c'est Châteauroux qui est choisie. Preuve de sa modération, il est admis en août 1791 au Club des Feuillants.
Dans le même temps, son père Claude exerce d'importantes fonctions politiques à l'échelle locale. En 1790, il est le premier maire de Massay et juge au tribunal de Vierzon. En 1791, le vieil homme est président du district de Vierzon, et en 1792 entre dans l'administration du département.
Après la séparation de la Constituante, François s'installe à Vierzon et est élu juge du tribunal du district.

#### La Convention
Le 5 septembre 1792, il est élu député à la Convention nationale pour le département du Cher, avec 200 voix sur 213 votants.
De retour à Paris, il siège avec le parti correspondant le mieux à son caractère, celui des modérés de la Plaine. Au moment du procès de Louis XVI, il vote pour la détention et le bannissement à la paix, ainsi que l'appel au peuple et le sursis de l'exécution. En avril 1793, il vote pour la mise en accusation de Marat. Il est ensuite invisible jusqu'à la fin de la session. Il semblerait qu'il se soit même caché à Massay au plus fort de la Terreur, pour ne réapparaître qu'à la chute de Robespierre. De son côté son père, jugé trop modéré, a été épuré de l'administration du département à la fin de 1793 et est décédé quelques semaines plus tard.

#### Le Directoire
En l'an IV, Baucheton est élu au Conseil des Cinq-Cents, où il siège à nouveau avec le centre. Il y est membre du comité chargé de l'examen des comptes. Son mandat prend fin en mai 1797 selon la règle du tirage au sort.
Ce républicain modéré est ensuite élu président de l'administration centrale du Cher le 14 brumaire an VI (4 novembre 1797), après que celle-ci a été purgée après le coup d'État de Fructidor. Dominant une équipe composée des citoyens Bonnaire, Thomas, Dufresne et Malfuson, il prend en charge les affaires militaires du département.
Le 24 germinal an VI (13 avril 1798), il quitte cette place pour occuper les fonctions d'accusateur public auprès du tribunal criminel du département, puis de commissaire du gouvernement auprès du même tribunal.

### Le notable de l'Empire
En 1799, Baucheton accepte le coup d'État du 18 Brumaire et l'installation du régime de Bonaparte. Il conserve ses fonctions politiques et siège ainsi au conseil général du Cher jusqu'en 1812.
Après s'être rallié au Premier Empire, il reçoit de Napoléon Ier la Légion d'honneur et devient procureur général auprès de la cour impériale de Bourges. En 1811, il est fait premier avocat général auprès de cette cour. Magistrat compétent et droit, il est très respecté par ses collègues. Grâce à ses votes courageux lors du procès de Louis XVI, il est aussi apprécié des royalistes.
En mai 1815, Baucheton est élu à la Chambre des Cent-Jours par le collège électoral du Cher qu'il présidait. Il est alors signalé comme un fervent bonapartiste par le préfet du département. Il ne peut évidemment pas beaucoup se faire remarquer au cours d'une courte session d'un mois.

### La Restauration et les échecs politiques
Après le retour des Bourbons, il se présente aux élections d'août 1815 comme candidat libéral, mais il est battu par le prince de la Trémoïlle, candidat ultra-royaliste.
Malgré ces déboires politiques, sa carrière de magistrat se poursuit. En 1818, il est ainsi fait conseiller à la Cour royale de Bourges avant de prendre sa retraite en 1823 avec le titre de conseiller honoraire. Il se retire alors à Vierzon. Au cours de cette période de la Restauration, il n'abandonne pas pour autant sa carrière politique, et se présente sans succès aux élections législatives de 1820 en tant que candidat libéral.

### Maire de Vierzon (1831-1836)
En 1831, malgré son âge fort avancé et grâce à ses sympathies pour la nouvelle Monarchie de Juillet, Baucheton est nommé maire de Vierzon-Ville par le gouvernement en remplacement de l'ancien édile carliste. De provisoire son mandat devient définitif, et il dirige la municipalité jusqu'en 1836. Maire conciliant, il est apprécié par ses administrés mais entre en conflit avec le curé légitimiste, un certain Chauvat. Celui-ci n'hésite pas à saboter une cérémonie officielle et à remettre en cause le passé politique de Baucheton. Le vieux maire réplique en diffusant une plaquette dans laquelle il déclare avoir toujours été un serviteur du bien public. En 1835 Louis-Philippe renouvelle son mandat à la tête de la mairie.
Après avoir renoncé à son poste de maire en 1836, Baucheton se retire l'année suivante du conseil municipal. Il meurt en 1838 à l'âge de quatre-vingt-neuf ans.

## Pour approfondir